# Seesinkbeek
De Seesinkbeek is een beek gelegen in de streek Gelderse Achterhoek in de Nederlandse provincie Gelderland. Deze beek begint ten oosten van Varsseveld en loopt ten noorden van Sinderen langs Silvolde waarna hij ten noorden van Terborg uitmondt in de Akkermansbeek. 
Op meerdere plaatsen heeft de Seesinkbeek een andere loop gekregen en op enkele plaatsen werd de Seesinkbeek verbreed. Oorspronkelijk bestond de beek uit Het Binnenbeekje en de Lovinkbeek, later werd dit samen de Zeesinkbeek en vervolgens de Seesinkbeek. Met de aanleg van een bedrijventerrein ten oosten van Varsseveld in 2007 werd een nieuw deel aan de Seesinkbeek toegevoegd. Dit was nodig om het regenwater, dat onvoldoende verwerkt kon worden door het riool, af te kunnen voeren. Het begin punt van de Seesinkbeek is daarmee noorderlijker komen te liggen. Ter plaatse zijn wadi’s aangelegd met een overloop op het nieuw gegraven deel van de Seesinkbeek. De totale lengte werd daarmee meer dan 12.170 meter.
Ten noorden van Sinderen heeft de Seesinkbeek een zijwatergang met de naam Seesinksloot. Deze is 530 meter lang en is een van de vele sloten die uitmonden op de Seesinkbeek. De watergangen worden sinds 1997 onderhouden door Het Waterschap Rijn en IJssel.